# Micro Men
Micro Men — телевізійний фільм, дія якого відбувається в Великій Британії 1980-х років. Розповідається про період підйому ринку домашніх комп'ютерів і, зокрема, про протистояння між Клайвом Сінклером, який розробив ZX Spectrum, і Крісом Каррі, який стояв за BBC Micro.
Фільм вперше продемонстровано 8 жовтня 2009 року на каналі BBC Four.
Клайв Сінклер вважав мініатюризацію виробів одним із найважливіших завдань розробки. Назва фільму «Micro Men» підкреслює цей факт: українською вона означає «Мініатюризатори»; інший можливий переклад: «Віртуози мікроелектронних технологій».

## Сюжет
Фільм починається періодом звільнення Сінклера зі Sinclair Radionics (1979 рік). Показано розрив між Клайвом Сінклером і Крісом Каррі, відхід Кріса і формування Acorn Computers. Потім — подальше конкурентне протистояння між Sinclair Research і Acorn Computers у боротьбі за ринок і особливо — за комп'ютерний проєкт BBC. Завершується фільм періодом кризи на британському ринку домашніх комп'ютерів, в ході якого обидва конкуренти змушені продати свій бізнес (1986 рік).

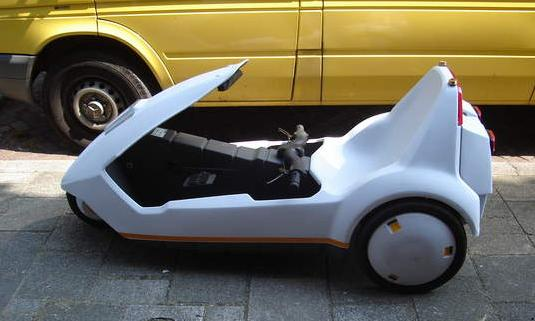
Sinclair C5

У фільмі демонструється розробка комп'ютерів: ZX80, ZX81, ZX Spectrum і Sinclair QL у компанії Sinclair Research, Acorn Atom, BBC Micro і Acorn Electron — в Acorn Computers. Також згадано: годинник Black Watch, мікрокалькулятор Sinclair Executive, мікропроцесорний конструктор MK14, комп'ютер Grundy NewBrain. У фінальних кадрах показано електромобіль Sinclair C5, розроблений Sinclair Research.

## У ролях
| Актор                | Роль                                                           |
| -------------------- | -------------------------------------------------------------- |
| Александр Армстронг  | Клайв Сінклер винахідник                                       |
| Мартін Фріман        | Кріс Каррі співзасновник Acorn Computers                       |
| Едвард Бейкер-Дьюлі  | Герман Гаузер співзасновник Acorn Computers                    |
| Сем Філліпс          | Стів Фарбер один із розробників BBC Micro і мікропроцесора ARM |
| Стефан Батлер        | Роджер Вілсон один із розробників комп'ютерів Acorn            |
| Колін Майкл Кармайкл | Джім Вествуд                                                   |
| Софі Вілсон          | камео господиня пабу                                           |